# Monte Muambe
Monte Muambe es un volcán inactivo situado al este de Moatize en la provincia de Tete del país africano de Mozambique. El volcán tiene 780 metros de altura, con un diámetro externo de 6 kilómetros y una caldera de unos 200 m de profundidad. La caldera se compone principalmente de carbonatitas, rica en fluorita azul y amarilla. Se estima que el Monte Muambe tiene reservas de 1,1 millones de toneladas de mineral en forma pura.